# Bobby Lewis (Jazzmusiker)
Robert Alan „Bobby“ Lewis (* Oshkosh, Wisconsin) ist ein US-amerikanischer Jazz- und Studiomusiker (Trompete, Flügelhorn, Gesang).

## Leben und Wirken
Lewis besuchte die Oshkosh West High School bis 1953. Er erwarb den Bachelor an der University of Wisconsin–Madison und war dann im Zweifeln, ob er sich der klassischen oder der Jazzmusik zuwenden sollte. Nachdem er in den späten 1950er Jahren zwei Jahre als Freiwilliger in der Seventh Army Band in Deutschland spielte, fällte er seine Entscheidung. Er lebt seit 1961 in Chicago, wo er bei Jack Teagarden spielte und ab 1964 als Studiomusiker tätig war. Lewis wirkte im Laufe seiner Karriere bei ca. 6500 Plattenaufnahmen mit, darunter Jingles, Filmsoundtracks und Musikalben im Spektrum von Jazz, Soul, Funk bis Rockmusik von The American Breed, Curtis Mayfield, Joe Morello, Jerry Butler, Tyrone Davis, The Manhattans, Donny Hathaway, Tex Beneke, Si Zentner und The Singers Unlimited, zudem arbeitete er als musikalischer Leiter mit Peggy Lee und Tony Bennett. Zwischen 1975 und 1992 leitete er die Jazzformation Ears, die regelmäßig im Orphan's Pub und u. a. auch auf dem North Sea Jazz Festival konzertierten, außerdem mehrere Jahre mit seinem Quintett im Andy's Jazz Club. Mitte der 1970er Jahre spielte er u. a. mit Rufus Reid, Joe Daley und Arthur Hoyle in der Trompeten-Formation The Forefront, mit der zwei Alben entstanden und die auf dem ersten International Brass Congress in Montreux konzertierte. In den 1990er Jahren nahm er eine Reihe von Alben unter eigenem Namen für das Chicagoer Label Southport auf.

## Diskographische Hinweise
- In the Forefront (1977)
- The Forefront: Invitation (1977)
- Inside This Song (Southport, 1992)
- Just Havin' Some Fun (Southport, 1999)
- Another Time (Southport, 2003)
- Instant Groove (Southport, 2006)